# Baronia de Geraki
La Baronia de Geraki va ser un feu medieval franc del Principat d'Acaia, situat als vessants occidentals de la muntanya Parnon a Lacònia, a la península del Peloponès, Grècia, i amb capital al castell de Geraki (Gerontras) (en grec: Γεράκι, Ἰεράκιον; francès: Le Gi[e]rachy; italià: Zirachi o Zerachi). Després de la caiguda de Geraki davant els romans d'Orient, la família governant, els Nivelets, van conservar el seu títol de baró i van ser compensats amb noves terres a Messènia, anomenades Baronia de Nivelet.

## Història

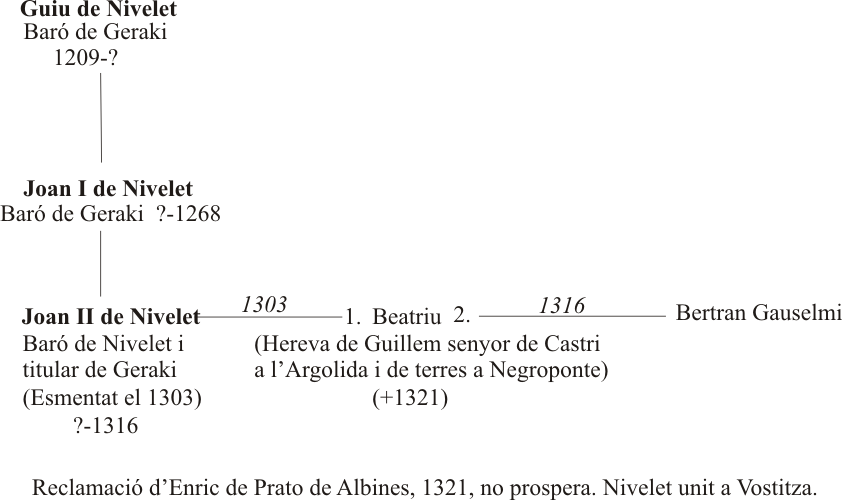
Genealogia dels barons de Geraki i de Nivelet

La Baronia de Geraki va ser establerta al voltant de 1209, després de la conquesta del Peloponès pels croats, i va ser una de les dotze baronies originals del Principat d'Acaia. La baronia, amb sis feus atribuïts, va ser donada a Guiu de Nivelet, qui va construir la fortalesa de Geraki prop de l'antiga Gerontres. Igual que la Baronia de Passavant a la Lacònia occidental, Geraki va ser construïda com una fortalesa en una regió fronterera rebel. No va ser fins aproximadament el 1248, amb la caiguda de l'última fortalesa romana d'Orient, Monemvasia, que Lacònia va quedar totalment pacificada, i el propòsit de Geraki era vigilar els rebels tsakons que habitaven el nord del Parnon.
Guiu de Nivelet, que és registrat al voltant de 1228-1230, va ser succeït com a baró per Joan de Nivelet, potser el seu fill. No és clar quan exactament Geraki va caure a mans dels romans d'Orient en la dècada dels anys 1260. Jordi Paquimeres l'esmenta com una de les fortaleses (juntament amb Maina, Mistra i Monemvasia) que el príncep Guillem II de Villehardouin va acordar lliurar com a rescat pel seu alliberament de la captivitat. Encara que Geraki probablement no es va rendir immediatament, la seva exposada posició la va fer vulnerable, i va caure poc després, però no en les primeres ofensives romanes d'Orient de 1263 a 1264, sinó al voltant de 1268-1270.
Després de la pèrdua de Geraki, la família Nivelet va ser compensada amb noves terres a Messènia. Van mantenir el seu títol de baró, però la nova «Baronia de Nivelet» ja no era una entitat geogràfica diferent i estructurada, sinó un conjunt de feus dispersos lligats a la família. Els Nivelets van sobreviure fins 1316, quan la família va ser desposseïda pel ferm suport de l'aleshores baró (Karl Hopf hipotèticament l'anomena Joan II de Nivelet) a Ferran de Mallorca per apoderar-se de al Principat. Després de derrotar Ferran, el príncep Lluís de Borgonya va executar l'últim baró Nivelet i va donar les seves terres a un dels seus propis partidaris, Dreux de Charny.